# Sebaea junodii
Sebaea junodii är en gentianaväxtart som beskrevs av Schinz. Sebaea junodii ingår i släktet Sebaea och familjen gentianaväxter. Inga underarter finns listade i Catalogue of Life.